# 476

## Evenimente
- 4 septembrie: armata lui Odoacru ajunge la Ravenna si il detroneaza pe ultimul împărat al Imperiului Roman de Apus, Romulus Augustulus. Acest eveniment semnifică sfârșitul Imperiului Roman de Apus și în același timp sfârșitul Antichității și inceputul Evului Mediu.
- august: Zenon îl detronează pe uzurpatorul Basiliskos și se reinstalează ca împărat al Imperiului Bizantin.
- În timpul împăratului Romulus Augustulus, Roma este cucerită de migratori, iar Imperiul Roman de Apus este desființat, însemnele imperiale fiind trimise la Constantinopol.

## Nașteri
- Aryabhata I, matematician și astronom indian, inițiatorul matematicii clasice indiane (d. 550)

## Decese
- 28 august: Orestes, general și politician roman care, pentru scurt timp, a condus Imperiul Roman de Apus din 475 (n. ?)